# Article marketing
L'article marketing è una forma di marketing con la quale un'azienda promuove il suo marchio o i suoi prodotti attraverso la pubblicazione di articoli redazionali.
La comunicazione di informazioni sui diversi canali della rete, corredate dai riferimenti e dall'indirizzo telematico della redazione, ha lo scopo di:
1. Generare traffico diretto al sito web;
2. Gestire la propria reputazione online;
3. Incrementare la propria link popularity.

La pubblicazione degli articoli può avvenire attraverso segnalazione ai siti nati esclusivamente per l'article marketing, oppure la partecipazione a blog e a riviste online specializzate nel proprio settore . L'obiettivo di una campagna di article marketing è aumentare la disponibilità in rete di documenti che possano tornare utili alla causa aziendale.
Molte delle risorse in cui si fa segnalazione per la pubblicazione dei propri articoli vengono indicizzate dai motori di ricerca. Una buona percentuale del traffico che questi siti otterranno dalle query degli utenti convertirà in visite a favore dell'azienda attraverso i link presenti tra i riferimenti degli articoli.
Inoltre, gli articoli indicizzati saranno utili per gestire la propria brand reputation nei motori di ricerca. Oggi gli utenti hanno a disposizione strumenti sempre più semplici per versare in rete nuove informazioni, commenti ed esperienze. Si tratta di dati su cui le aziende non hanno controllo e che una volta metabolizzati dai motori di ricerca andranno a soddisfare le query degli utenti. L'article marketing permette anche di aumentare e gestire ciò che si dice in rete del proprio prodotto o azienda.
Infine, grazie ai collegamenti ipertestuali inseriti nei riferimenti degli articoli, la campagna di article marketing è diventata un'attività fondamentale per l'incremento della link popularity dei siti web di cui si cura la visibilità nei motori di ricerca.
È importante tuttavia, mantenere una buona qualità dei contenuti e prediligere, per le proprie campagne di article marketing, siti che applicano un filtro sui contenuti pubblicati dagli utenti, per prevenire lo spam. Inoltre è importante che i contenuti siano nella stessa lingua del sito che si vuole promuovere quindi, per esempio, in Italia è opportuno  scegliere solo siti che facciano article marketing in italiano.